# L'Impasse
Pour l’article homonyme, voir L'Impasse (roman).
Pour les articles homonymes, voir Impasse (homonymie).
Série
L'Impasse : De la rue au pouvoir
(2005)
Pour plus de détails, voir Fiche technique et Distribution.
L'Impasse (Carlito's Way) est un film américain réalisé par Brian De Palma et sorti en 1993. Adapté de deux romans d'Edwin Torres, il met en vedette Al Pacino dans le rôle de Carlito Brigante, ancien truand d'origine portoricaine voulant se ranger après cinq années en prison. Sean Penn, Penelope Ann Miller et John Leguizamo figurent également au casting.
Bien qu'à sa sortie le long métrage ait rencontré un succès critique mitigé et un résultat décevant au box-office, L'Impasse a été nommé aux Golden Globes et a acquis au fil des années le statut de film culte. Il connait une préquelle, L'Impasse : De la rue au pouvoir, sortie directement en vidéo en 2005.

## Synopsis
New York, 1978. Charlie « Carlito » Brigante, ancien trafiquant de drogue, est gravement blessé par balle dans une gare et est transporté sur un brancard. Mourant, il se remémore les évènements ayant conduit à ce moment-là tout en regardant une publicité et évoquant ses regrets.
Quelques mois plus tôt, il est libéré de prison après n'avoir effectué que cinq de ses trente années de condamnation. Il peut ainsi remercier son meilleur ami et avocat David Kleinfeld, cocaïnomane. Il ne souhaite pas retrouver sa vie d'avant : un ancien codétenu a monté une entreprise de location de voitures sur Paradise Island, une ile des Bahamas. S'il apporte 75 000 $, il peut devenir associé. Il décide de gagner honnêtement cet argent et de partir immédiatement après avoir réuni la somme.
Guajiro, un jeune cousin, lui demande de l'accompagner, le temps d'acheter 30 000 $ de drogue. Carlito accepte avec réticence. L'opération se passe mal : Guajiro est égorgé, et Brigante doit tuer pour s'en sortir. Il récupère l'argent avant de s'échapper.
Sur les conseils de David, il investit le butin dans El Paraiso, une boite de nuit. Une affaire lucrative, mais il a plusieurs altercations avec Benny Blanco, un trafiquant de drogue venant du Bronx, qui vient régulièrement dans l'établissement. La dernière confrontation dégénère, et Benny est jeté dehors. Bien que ses hommes de main soient prêts à le tuer, Carlito préfère laisser Benny en vie.
Carlito renoue avec Gail, qui était sa petite amie avant son incarcération. Gail, qui souhaitait devenir danseuse, est strip-teaseuse. Il lui dévoile son projet aux Bahamas et lui propose de partir avec lui lorsqu'il aura amassé l'argent. Gail tombe enceinte.
De son côté, David Kleinfeld est chargé par Tony Taglialucci, un client incarcéré, de remettre un pot-de-vin d'un million de dollars à un témoin. Ce dernier se plaint ne pas avoir reçu l'argent. David affirme que c'est le témoin qui ment, mais Tony pense que David a volé l'argent, et l'oblige à prendre part à son évasion de la prison de Rikers Island. David, dépassé par les événements, demande à Carlito de l'accompagner lors de cette évasion. Il affirme avoir peur d'être exécuté par Tony sur le chemin du retour.
Arrive le jour de l'évasion. David et Carlito embarquent sur le bateau qui doit récupérer Tony. Le fils de ce dernier, Frankie, les accompagne. Ils retrouvent le détenu à la bouée convenue, mais au moment de le hisser sur le bateau, Kleinfeld l'assomme avec une gaffe pour qu’il se noie. Frankie est également tué, et jeté à la mer, ce qui n’était en rien conforme à ce que l’avocat avait annoncé à Carlito.
En revenant sur terre, David avoue à ce dernier qu'il a bien gardé le million de dollars de Tony.
En représailles, l'avocat est poignardé par la famille de Tony. Toujours en vie, il est emmené à l'hôpital. La police sait également que David est derrière le double meurtre, et soupçonne Carlito de l'avoir assisté. Brigante est amené chez le procureur, qui lui apprend que Kleinfeld l'avait auparavant trahi, et lui propose de témoigner contre lui pour le double meurtre. Carlito refuse.
Il se rend à l'hôpital pour entendre la version de David, qui lui confirme sa trahison. Carlito sort de la chambre, et Vinnie Taglialucci, le deuxième fils de Tony, entre à son tour, et exécute David. Ce dernier, bien qu'armé, ne peut se défendre, car Carlito avait discrètement vidé le barillet de son revolver pendant sa visite.
Carlito planifie alors de partir en train. Il donne rendez-vous à Gail à la gare ferroviaire, et charge Pachanga, son homme de main, de l'y conduire. Il passe récupérer son argent au El Paraiso, où l'attendent quatre membres de la famille de Tony. Il tente de leur échapper mais il est repéré.

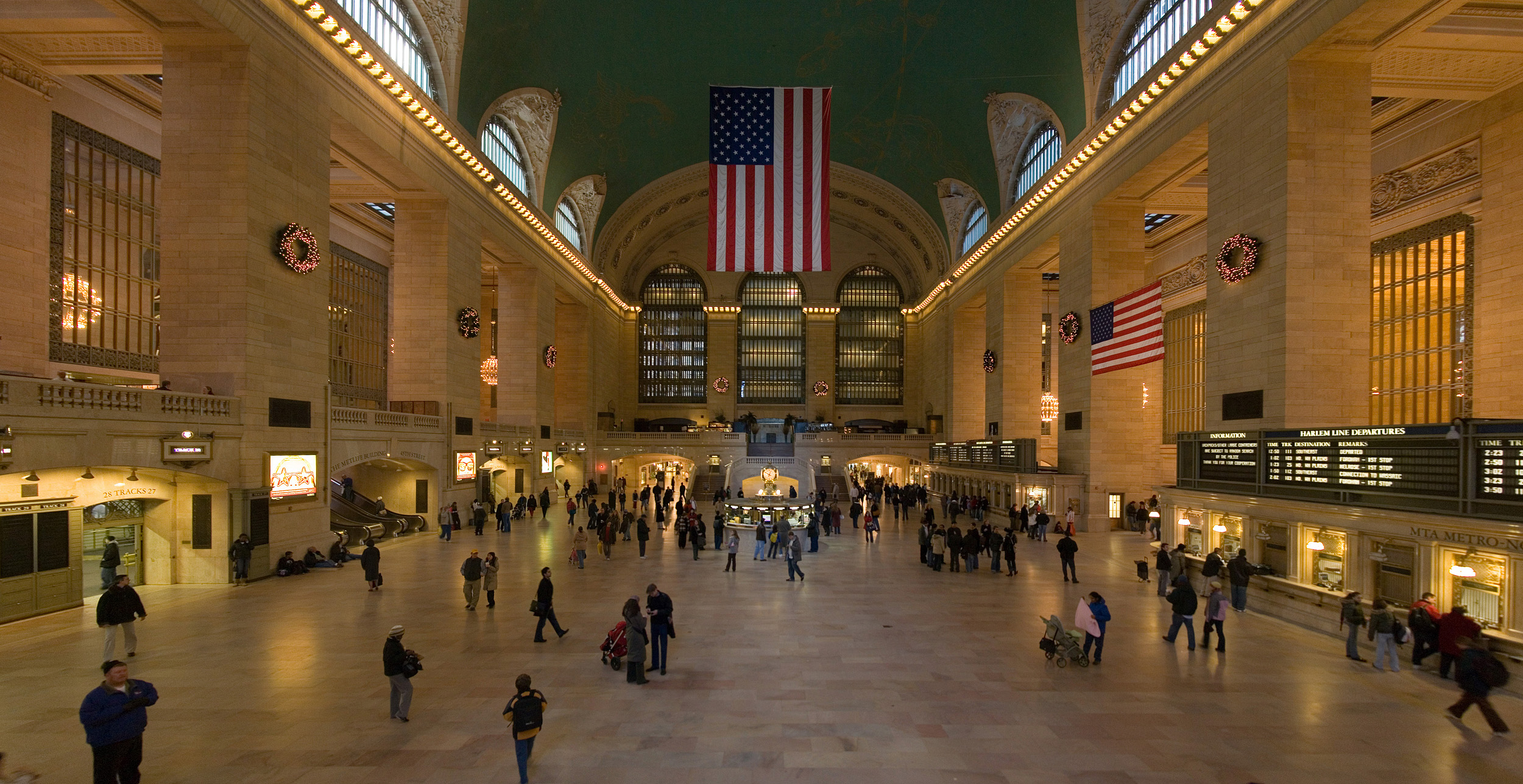
Photo du hall principal du Grand Central Terminal, où fut tourné la scène finale de L'Impasse.

Commence alors une course-poursuite jusqu'à la gare centrale de New York. Carlito tue ses poursuivants, et arrive juste à temps sur le quai. Mais Benny Blanco surgit et lui tire plusieurs balles dans le ventre. Il s'écroule sous les yeux de Gail. C'est Pachanga qui l'a trahi parce qu'il fallait qu'il « pense à son avenir ». Mais Benny l'abat également. On arrive à la scène du début du film.
Carlito a le temps de remettre l'argent à Gail et de lui demander de partir. Sur le brancard qui l'emmène, il voit une affiche publicitaire qui promet un voyage paradisiaque dans les iles. Pendant que Carlito succombe à ses blessures, l'affiche prend vie : des musiciens jouent, et Gail danse à leurs côtés, devant la mer. Un petit enfant la rejoint, elle le prend dans ses bras, et fait quelques pas de danse avec lui.

## Fiche technique
- Titre français : L'Impasse
- Titre original : Carlito's Way
- Titre québécois : À la manière de Carlito
- Réalisation : Brian De Palma
- Scénario : David Koepp, d'après les romans Carlito's Way et After Hours d'Edwin Torres
- Musique : Patrick Doyle
- Décors : Richard Sylbert
- Costumes : Aude Bronson-Howard
- Photographie : Stephen H. Burum
- Montage : Kristina Boden et Bill Pankow
- Production : Martin Bregman, Michael S. Bregman et Willi Baer
  - Production déléguée : Ortwin Freyermuth et Louis A. Stroller
  - Production associée : Judith Stevens
- Sociétés de production : Universal Pictures, Epic productions et Bregman/Baer Productions
- Sociétés de distribution :  Universal Pictures,  United International Pictures
- Budget : 30 millions USD[1]
- Pays de production :  États-Unis
- Langues originales : anglais, espagnol
- Genres : Drame, thriller et film de gangsters
- Format : couleur et noir et blanc — 35 mm — 2,35:1 — son DTS et Dolby
- Durée : 144 minutes
- Dates de sortie[2] :
  - États-Unis : 17 novembre 1993
  - France : 23 mars 1994 ; 28 novembre 2001 (reprise en salles)
- Classification : 
  - États-Unis : R - Restricted[3]
  - France : Interdit aux moins de 12 ans, art et essai[4]

## Distribution
- Al Pacino (VF : Michel Vigné) : Charlie « Carlito » Brigante
- Sean Penn (VF : William Coryn) : David Kleinfeld
- Penelope Ann Miller (VF : Odile Cohen) : Gail
- John Leguizamo (VF : Renaud Marx) : Benny Blanco
- John Finn : Duncan
- Ingrid Rogers (VF : Magaly Berdy) : Steffie
- Luis Guzmán (VF : Rafaël Gozalbo) : Pachanga
- James Rebhorn (VF : Pierre Londiche) : Norwalk
- Viggo Mortensen (VF : Philippe Vincent) : Lalin
- Frank Minucci (VF : Jean-Claude Sachot) : Tony Taglialucci
- Joseph Siravo (VF : Vincent Violette) : Vincent Taglialucci
- Adrian Pasdar : Frankie Taglialucci
- Richard Foronjy (VF : Jacques Deschamps) : Pete Amadesso
- Edmonte Salvato (VF : Roger Lumont) : Joe Battaglia
- John Ortiz (VF : Emmanuel Curtil) : Guajiro, le cousin de Carlito Brigante
- Rick Aviles (VF : Philippe Catoire) : Quisqueya
- Jorge Porcel : Saso (Ron)

Sources et légende : version française (VF) sur AlloDoublage

## Production

### Genèse du projet
Le film est adapté des romans Carlito's Way et After Hours d'Edwin Torres, ancien juge de la Cour suprême de l'État de New York. BIen que l'intrigue emprunte davantage au second roman, le titre Carlito's Way est cependant choisi pour éviter la confusion avec After Hours (1985) de Martin Scorsese. C'est Al Pacino et son ami le producteur Martin Bregman qui sont à l'origine du projet. Ils collaborent avec Edwin Torres et cherchent pendant plusieurs années à monter le film, l'auteur du scénario, David Koepp y travaillant pendant quatre ans.
Les réalisateurs John McKenzie et Abel Ferrara sont contactés pour réaliser le film car Brian De Palma ne veut pas réaliser un autre film de gangsters latino après Scarface (1983). Mais après avoir lu le scénario sur l'insistance de Pacino et Bregman, il finit par accepter. Il juge que le ton du film est différent de celui de Scarface, plus « fataliste ». En outre, la présence d'une voix off d'un homme mort lui rappelle deux films de Billy Wilder qu'il apprécie : Assurance sur la mort (1944) et Boulevard du crépuscule (1950).
Brian De Palma est en pleine « crise de la cinquantaine » lorsqu'il s'engage sur L'Impasse. Il vient de se marier, d'avoir un enfant et de divorcer en l'espace de deux ans. Il estime être incapable de concilier sa carrière et sa vie privée alors que ses amis y arrivent. Il se reconnait alors dans le personnage de Carlo Brigante, un homme mort qui se demande comment il a pu en arriver là et revoit les évènements qui l'y ont conduit. Il estime qu'il n'aurait pas pu faire ce film plus jeune.

### Attribution des rôles
Afin de rentrer dans le personnage, Al Pacino accompagne Edwin Torres dans East Harlem, où il prend connaissance des lieux et de l'atmosphère. Al Pacino envisage Carlito portant une queue-de-cheval, mais après ses visites à Harlem, il comprend vite que les gens du quartier ne se coiffent pas ainsi. L'acteur a l'idée de porter la barbe. Le manteau noir porté par l'acteur correspond à l'époque du film.
Le premier choix de Brian De Palma pour le rôle de Gail est Alison Doody, qui refuse en raison d'une scène dénudée dans le script. Il envisage aussi Melanie Griffith mais le rôle n'est pas si important qu'il puisse le proposer à une actrice de cette envergure, même s'il estime qu'elle aurait été « un choix merveilleux ». Il fallait alors une actrice qui ne soit pas encore célèbre car le budget ne permettait pas de payer une vedette mais qui puisse cependant faire face à une star comme Al Pacino, tout en sachant danser. Après un casting où il auditionne beaucoup d'actrices, Brian De Palma estime que Penelope Ann Miller est le meilleur choix. À l'origine, le personnage de Gail travaillait comme institutrice, mais le scénario est modifié et elle devient une stripteaseuse. À ce moment-là, Penelope Ann Miller a déjà été choisie. Brian De Palma regrettera par la suite que l'actrice ne soit pas aussi fascinante que le personnage aurait dû l'être, puisque ce film est une histoire d'amour.
Pour incarner David Kleinfeld, l'avocat véreux et drogué de Carlito, l'acteur Sean Penn est motivé par le défi que constitue le rôle. Il souhaite aussi financer son prochain film comme réalisateur, Crossing Guard, et jouer aux côtés d'Al Pacino. C'est lui qui a l'idée de sa coiffure dans le film. Il avait déjà tourné sous la direction du réalisateur dans le film de guerre Outrages sorti en 1989.

### Tournage
Le tournage s'est déroulé du 22 mars 1993 au 20 juillet 1993 à New York :
Lieux de tournage :

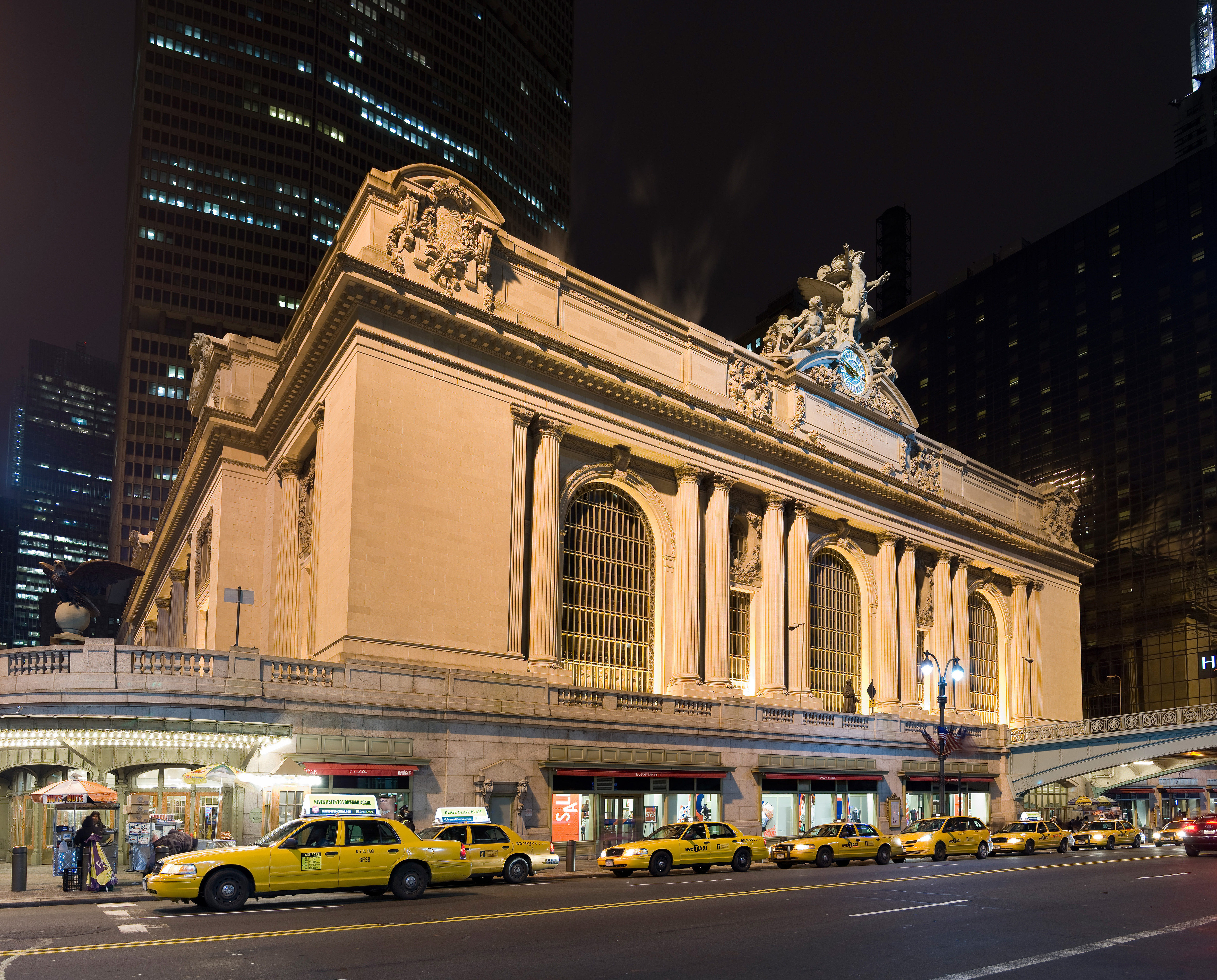
La gare Grand Central Terminal.

- Station de métro de la 4e Avenue Subway Station, Brooklyn
- Bronx
- East Harlem, Manhattan
- Grand Central Terminal, Manhattan
- Greenwich Village, Manhattan
- Kaufman Astoria Studios, 36e rue, Astoria, Queens
- Le Figaro Cafe, au croisement des rues Bleecker et MacDougal, Greenwich Village, Manhattan
- Sixième Avenue et Dixième Avenue, Manhattan
- Van Buren Street et Broadway, Bushwick, Brooklyn

Le final du film devait avoir lieu au World Trade Center, notamment dans son escalier mécanique où devait se dérouler une longue poursuite. Mais à cause de l'attentat de février 1993, il n'était plus possible d'y tourner. Devant changer de lieu sans délai, et suivant l'avis de son décorateur, le réalisateur décide de déplacer l'action dans la gare Grand Central Terminal. L'escalator qui s'y trouve étant beaucoup plus petit, la poursuite ne pouvait y être aussi longue et De Palma a décidé de rajouter la scène de poursuite en train.

### Musique

#### Carlito's Way: Original Motion Picture Score
Le premier choix du réalisateur pour la musique est le compositeur Ennio Morricone, mais le réalisateur français Régis Wargnier, ami de Brian De Palma, lui conseille de faire travailler Patrick Doyle. De Palma se décide pour ce dernier en particulier parce qu'il aime particulièrement la musique du film Indochine réalisé par Wargnier. Brian De Palma travaille longuement avec lui et s'estimera très satisfait du résultat. Selon lui, le générique du film est basé sur une idée « mahlerienne » et il trouve « extraordinaire » la musique de la poursuite.
Liste des titres :
| No  | Titre                  | Durée |
| --- | ---------------------- | ----- |
| 1.  | Carlito's Way          | 5:17  |
| 2.  | Carlito and Gail       | 4:05  |
| 3.  | The Cafe               | 1:59  |
| 4.  | Laline                 | 2:36  |
| 5.  | You're Over, Man       | 2:09  |
| 6.  | Where's My Cheesecake? | 2:12  |
| 7.  | The Buoy               | 4:04  |
| 8.  | The Elevator           | 1:45  |
| 9.  | There's an Angle Here  | 2:18  |
| 10. | Grand Central          | 10:08 |
| 11. | Remember Me            | 4:52  |

#### Carlito's Way: Music From The Motion Picture
Carlito's Way: Music From The Motion Picture est un autre album qui est sorti avec les chansons apparaissant dans le film. Le compositeur John « Jellybean » Benitez a supervisé la musique additionnelle avec des titres de salsa et merengue. Il a effectué une sélection de titres parmi lesquels Brian De Palma choisit les titres qui apparaissent dans le film.
Liste des titres :
| No  | Titre                            | Interprète(s)            | Durée |
| --- | -------------------------------- | ------------------------ | ----- |
| 1.  | I Love Music                     | The O'Jays               |       |
| 2.  | Rock the Boat                    | The Hues Corporation     |       |
| 3.  | That's the Way (I Like It)       | KC and the Sunshine Band |       |
| 4.  | Rock Your Baby                   | George McCrae            |       |
| 5.  | Parece Mentira                   | Marc Anthony             |       |
| 6.  | Back Stabbers                    | The O'Jays               |       |
| 7.  | TSOP (The Sound of Philadelphia) | MFSB                     |       |
| 8.  | Got to be Real                   | Cheryl Lynn              |       |
| 9.  | Lady Marmalade                   | Patti LaBelle            |       |
| 10. | Pillow Talk                      | Sylvia                   |       |
| 11. | El Watusi                        | Ray Barretto             |       |
| 12. | Oye Como Va                      | Santana                  |       |
| 13. | You Are So Beautiful             | Joe Cocker               |       |

## Sortie et accueil

### Accueil critique
L'Impasse reçoit un accueil mitigé lors de sa sortie. Les fans de Scarface attendaient une forme de suite et le grand public un film moins mélancolique. Cependant, le film a d'emblée et par la suite un grand nombre de défenseurs. Aux États-Unis, Quentin Tarantino déclare être allé le voir cinq fois dont les deux dernières uniquement pour le plaisir de la poursuite finale qui dure environ 20 minutes et constitue un « film dans le film ». En France, les Cahiers du cinéma consacrent plusieurs articles très élogieux au film : la critique de Jean-François Rauger, dans le numéro de mars 1994, analyse les enjeux du film et suggère que ce film constitue un tournant dans la carrière de Brian De Palma. Par la suite, Vincent Ostria analyse la partie de billard dans un article intitulé Passage de la Boule Blanche, en référence aux locaux historiques des Cahiers situés dans le Passage de la Boule-Blanche à Bastille. À la sortie du film, Télérama ne consacre qu'un compte rendu du film sous forme de notule rapidement expédiée en concluant que Brian De Palma était devenu un « cinéaste à la papa, sans âme ni audace »[réf. nécessaire]. Mais les Cahiers du cinéma tentent de ramener le film au premier plan en le classant dans le palmarès des dix meilleurs films des années 1990 (voir Top 10 des Cahiers du Cinéma). Télérama loue aujourd'hui sa dimension shakespearienne en soulignant que dans ce film « tout est sublime à commencer par Al Pacino ».

### Box-office
| Pays ou région | Box-office       | Date d'arrêt du box-office | Nombre de semaines |
| -------------- | ---------------- | -------------------------- | ------------------ |
| États-Unis     | 36 948 322 $     | —                          | —                  |
| France         | 285 237 entrées, | 14 juin 2016               | —                  |
| Total mondial  | 63 848 322 $     | -                          | -                  |

Lors de son premier week-end d'exploitation aux États-Unis, L'Impasse démarre à la seconde place du box-office avec 9 116 675 $, position qu'il gardera durant sa première semaine à l'affiche avec un cumul de 12 022 382 $, mais au fil des semaines, les recettes chutent, ainsi qu'au classement des meilleures recettes de la semaine, finissant sa carrière avec 36 948 322 $, qui est décevant pour le budget de tournage estimé à 30 millions. Les recettes à l'étranger ne totalisent que 26,9 millions de dollars, portant le total de 63 848 322 $ au box-office mondial.
En France, seulement un peu plus de 275 000 spectateurs se déplacent pour le voir en salle et plus de 10 000 entrées pour les ressorties.

## Distinctions
Source : Internet Movie Database

### Récompenses
- Rubans d'argent 1994 : meilleur doubleur pour Giancarlo Giannini (doubleur italien d'Al Pacino)
- Classé comme le meilleur film des années 1990 par les Cahiers du cinéma, à égalité avec Goodbye South, Goodbye et Sur la route de Madison[22].

### Nominations
- Golden Globes 1994 : meilleur acteur dans un second rôle pour Sean Penn et meilleure actrice dans un second rôle pour Penelope Ann Miller
- Chicago Film Critics Association Awards 1994 : meilleur acteur dans un second rôle pour Sean Penn
- Prix David di Donatello 1994 : meilleur acteur étranger pour Al Pacino

## Commentaires

### Style visuel
Le format du film 2,35:1, du cinémascope, handicape ses diffusions télé. TF1, par exemple, zoome dans l'image du film et le recadre pour le diffuser en 4/3.

### Impact dans la culture populaire et clins d’œil
Dans le jeu vidéo Grand Theft Auto: Vice City (2002), l'avocat Ken Rosenberg, qui conseille Tommy Vercetti tout au long du jeu, ressemble comme deux gouttes d'eau à David Kleinfeld : il a le même physique, la même attitude paranoïaque, est cocaïnomane et a lui aussi des origines juives (d'après son nom) ; ce personnage fait également une apparition dans San Andreas (2004). Toujours dans Vice City, Lance Vance, l'associé du protagoniste, semble avoir été inspiré par Pachanga, le bras droit ambitieux de Carlito.
Le film rend hommage au film Scarface (1983), puisque la boîte de nuit dans laquelle travaille Carlito Brigante se nomme El Paraiso, le même nom que le stand de nourriture où travaillait Tony Montana au début du précédent film de Brian De Palma.
Benny Blanco est devenu le pseudonyme du producteur et artiste américain.

## Préquelle
Le film connaît une suite sous forme de préquelle : L'Impasse : De la rue au pouvoir (Carlito's Way: Rise to Power). Réalisé par Michael Bregman, fils du producteur Martin Bregman, le film sort directement en DVD en 2005. La distribution comprend notamment Mario Van Peebles, Luis Guzmán, Sean J. Combs, Jaime Sánchez ou encore Giancarlo Esposito.